# La otra y yo
La otra y yo es una película en blanco y negro de Argentina dirigida por Antonio Momplet sobre el guion de Boris H. Hardy según la obra de Louis Verneuil que se estrenó el 28 de enero de 1949 y que tuvo como protagonistas a Amelia Bence, Enrique Álvarez Diosdado, Fernando Lamas y Mercedes Simone.

## Sinopsis
Una actriz impulsiva abandona una filmación y es reemplazada por una modista y el esposo de aquella la contrata para que la personifique ante sus futuros suegros.

## Reparto
- Amelia Bence
- Enrique Álvarez Diosdado
- Fernando Lamas
- Mercedes Simone
- Lalo Maura
- Olga Casares Pearson
- Homero Cárpena
- Maricarmen Momplet
- Sara Olmos
- Marcos Zucker
- Carlos Fioriti
- Oscar Villa
- Nora Gálvez
- José Comellas
- Francisco Pablo Donadío
- Cayetano Biondo
- María Cristina
- Gregorio Verdi

## Comentarios
La Prensa opinó:

”Producción discretamente lograda que cumple con su fin de divertir y hacer reír…Amelia Bence vuelv a mostrar sus dotes de comedianta y su ductilidad.”

Manrupe y Portela escriben:

”Sólo dos cosas merecen destacarse: la actuación de Amelia Bence y los interiores filmados en los Estudios San Miguel mostrando algún rodaje.”